# Charles Aubry (photographe)
Pour les articles homonymes, voir Aubry.
Charles Aubry, né à Paris le 3 juin 1811 où il est mort le 22 mars 1877, est un dessinateur français de motifs décoratifs industriels qui débute tardivement dans la photographie de compositions végétales destinées à être utilisées comme modèles dans la création industrielle. 
Il n’obtient pas le succès escompté, mais après sa faillite, il continue à commercialiser ses tirages.

## Biographie
Charles Hippolyte Aubry nait à Paris le 3 juin 1811. Il est issu d’une famille parisienne d’artisans modestes. Il existe peu d’archives sur son activité en tant que dessinateur de motifs reproduits sur des tapis, papiers peints ou tissus. Il est l'un des signataires en 1854 d'une Lettre des artistes de l’industrie adressée à Louis Napoléon Bonaparte et demandant la
création d’une section spéciale consacrée aux arts industriels pour l'Exposition universelle qui allait s'ouvrir en 1855 à Paris. En 1857, il s’installe rue de la Reine-Blanche à Paris, afin de se rapprocher de la manufacture des Gobelins, quartier qui concentre alors une partie importante de sa clientèle, et il expose à l'Exposition des produits de l’industrie de Bruxelles, dans la section "Dessins de manufacture, tissus, broderie" ; l'Association pour l’encouragement et le développement des arts industriels lui décerne un prix pour un dessin décoratif appliqué à la dentelle,.
Au début des années 1860, il décide de se lancer dans la photographie, avec le projet de procurer des modèles photographiques en alternative aux modèles gravés ou lithographiés. Une dizaine d’années auparavant, Adolphe Braun, également dessinateur de modèles d’industrie, avait tracé la voie avec une série de photographies de fleurs destinées à la création industrielle. 

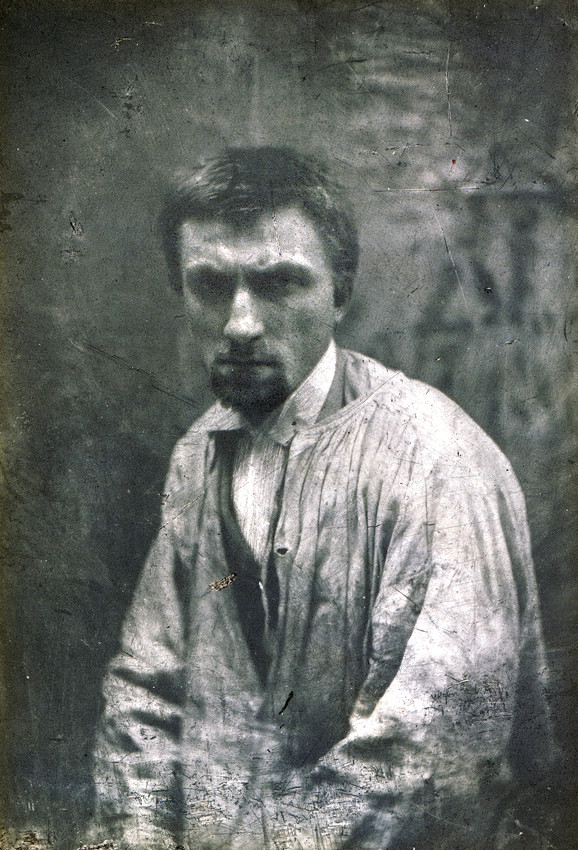
Auguste Rodin photographié par Charles Aubry en 1862.

En 1864, il crée un atelier de moulages et de photographies. Ses premiers tirages sont des portraits ; c'est au cours de ces essais qu’il photographie un élève de son ami le sculpteur Albert-Ernest Carrier-Belleuse, Auguste Rodin : il réalise ainsi un des premiers portraits de celui qui deviendra un maître de la sculpture. L’essentiel de son travail se concentre ensuite sur la photographie de compositions végétales. 
Au cours de cette année 1864, il réalise un ensemble de photographies qu’il légende et qu’il regroupe dans un album luxueux. L’album est offert au Prince impérial Louis-Napoléon Bonaparte (1856-1879) avec cette dédicace présentant son projet : « Prince, pour faciliter l'étude de la nature, je l'ai prise sur le fait et j'apporte aux ouvriers des modèles qui doivent faire grandir l'art industriel un peu compromis par le portefeuille insuffisant des écoles de dessin ». Ce cadeau est apprécié par la famille impériale ; Charles Aubry reçoit une médaille ; mais aucune commande de la part d’institutions françaises n'y fait suite. 
Environ cent quarante photographies réalisées en 1864 sont répertoriées.
L’entreprise de Charles Aubry tourne court très rapidement : par son manque de familiarité avec le commerce de photographies, et à cause d’une offre non adaptée, il est en faillite dès 1865. Il n’arrête cependant pas son activité de photographe. Dans les années qui suivent il réalise quelques épreuves à destinations d’ établissements comme les usines textiles de Mulhouse, les Gobelins, ou le musée des Arts décoratifs (Paris). Il est remarqué par un américain travaillant pour Tiffany et des photographies partent de son vivant aux États-Unis pour la section Argenterie de la firme américaine.
En 1867 il expose des photographies d’œuvres d’art à l’exposition universelle de Paris.
C'est également en 1867 qu'il est exproprié. Il s'installe alors quelque temps boulevard Saint-Marcel, puis part s'installer à Mandres-les-Roses. Il adresse enn 1869 une lettre à Nadar en lui proposant une association commerciale, qui reste sans  suite,.
Il revient à Paris en 1872, où il ne photographie plus que par intermittence, jusqu'à sa mort le 22 mars 1877.

## Contexte
Sous le Second Empire (1852 -1870), la mode est aux tissus d’habillement et d’ameublement ornés, aux papiers peints, aux tapis chargés de motifs végétaux. L’usage est encore de travailler d’après des modèles gravés ou lithographiés, ce qui a aussi l’avantage de pouvoir représenter des plantes exotiques ou hors saison sans dépenses excessives.
Le début des années 1860 est marqué par l’inquiétude concernant l’enseignement des arts et la crainte de la concurrence étrangère :  l’Allemagne et surtout l’Angleterre sont beaucoup plus en avance en matière d’arts appliqués ; de nombreuses écoles de dessins s’y sont développées et leurs créations sont remarquées lors des expositions universelles. En 1863 Napoléon III impose une grande refonte de l’école des Beaux-Arts de Paris visant à briser la séparation entre les Arts Appliqués et les Beaux Arts.
Le renouvellement de l’offre de modèles proposés par Charles Aubry ne convient pas aux besoins de l’industrie textile ou de l’ameublement ; le photographe ne rencontre pas son marché pour plusieurs raisons dont un manque d’homogénéité de son catalogue, des photographies de grandes tailles souvent riches en détails et difficilement utilisables, en particulier pour le tissu d’habillement, et enfin une hostilité à l’association de la photographie et de la création artistique. En particulier, le réalisme des photographies d'Aubry ne semble plus convenir aux nouvelles tendances décoratives qui se développent dans le cadre du mouvement Arts and Crafts, où c'est la stylisation et la simplification de la forme naturelle qui sont recherchées par les artistes décorateurs. C’est également dans ces années que le dessin industriel commence à se développer à partir de l’observation directe.

## Style et technique
L’essentiel des photos de Charles Aubry représentent des végétaux ; les compositions peuvent être très variées, par exemple une simple feuille (Coccolobe à feuille poilue), un arrangement raffiné de feuilles sur un tissu (Groupe de feuille sur fond tulle), une composition avec des fruits (Branches de pêcher), un bouquet très sophistiqué (Pivoines et anémones dans un seau de table), ou encore une composition allégorique autour d’une plante (Allégorie de la digitaline).
Son œuvre se compose de plans rapprochés de feuilles, de fleurs et d'arrangements associant végétaux et objets selon les codes de la nature morte picturale. 
Charles Aubry cherche à donner le plus de réalisme et de détail possible. Pour ce faire il peut être amené à tremper dans du plâtre la feuille ou la fronde de fougère : ceci donne des surfaces plus rigides et rend le végétal plus facilement enregistrable au niveau du négatif. La technique utilisée est en effet celle du négatif sur verre au collodion humide, avec ensuite tirage sur papier albuminé ; le collodion est de plus peu sensible à la couleur verte, les temps d’exposition sont très longs (jusque ¾ d’heure). Charles Aubry passe également beaucoup de temps à construire ses compositions, mettant parfois en scène ses végétaux sur des étoffes. Ces compositions sophistiquées sont d'un moindre intérêt pour des dessinateurs qui veulent se servir de ses œuvres : le travail est tout fait et il ne reste plus de place pour des modifications ou variations créatrices.
Il a réalisé environ deux cents clichés.

## Collections
- J. Paul Getty Museum, Los Angeles[7].
- La manufacture des Gobelins a acquis un ensemble d'au moins cinquante-deux épreuves[9].
- Bibliothèque des Arts décoratifs, Paris[10].
- Bibliothèque nationale de France, Paris[11].
- Musée d'Orsay, Paris[12].

## Expositions
- 7 mars - 4 mai 1996 : Charles Aubry photographe, Bibliothèque nationale de France, Galerie Colbert, Paris[1],[13],[14].
- 22 juin - 29 août 1999 : Les arrangements floraux du photographe Charles Aubry, Musée d'Orsay, Paris[15].
- 22 avril - 28 août 2011 : La nature prise sur le fait. Photographies de Charles Aubry (1811-1877), Musée d'Orsay, Paris[4],[16].
- 12 octobre 2022 - 23 janvier 2023 : Les Choses. Une histoire de la nature morte, musée du Louvre, Paris ; une épreuve de Charles Aubry sur papier albuminé à partir d'un négatif sur verre au collodion, contrecollée sur carton, nommée Feuilles et datée vers 1864 (Musée d'Orsay, dépôt du Mobilier national, DO 1979 46) est exposée dans l'espace « Sélectionner, collectionner, classer »[17].

## Galerie

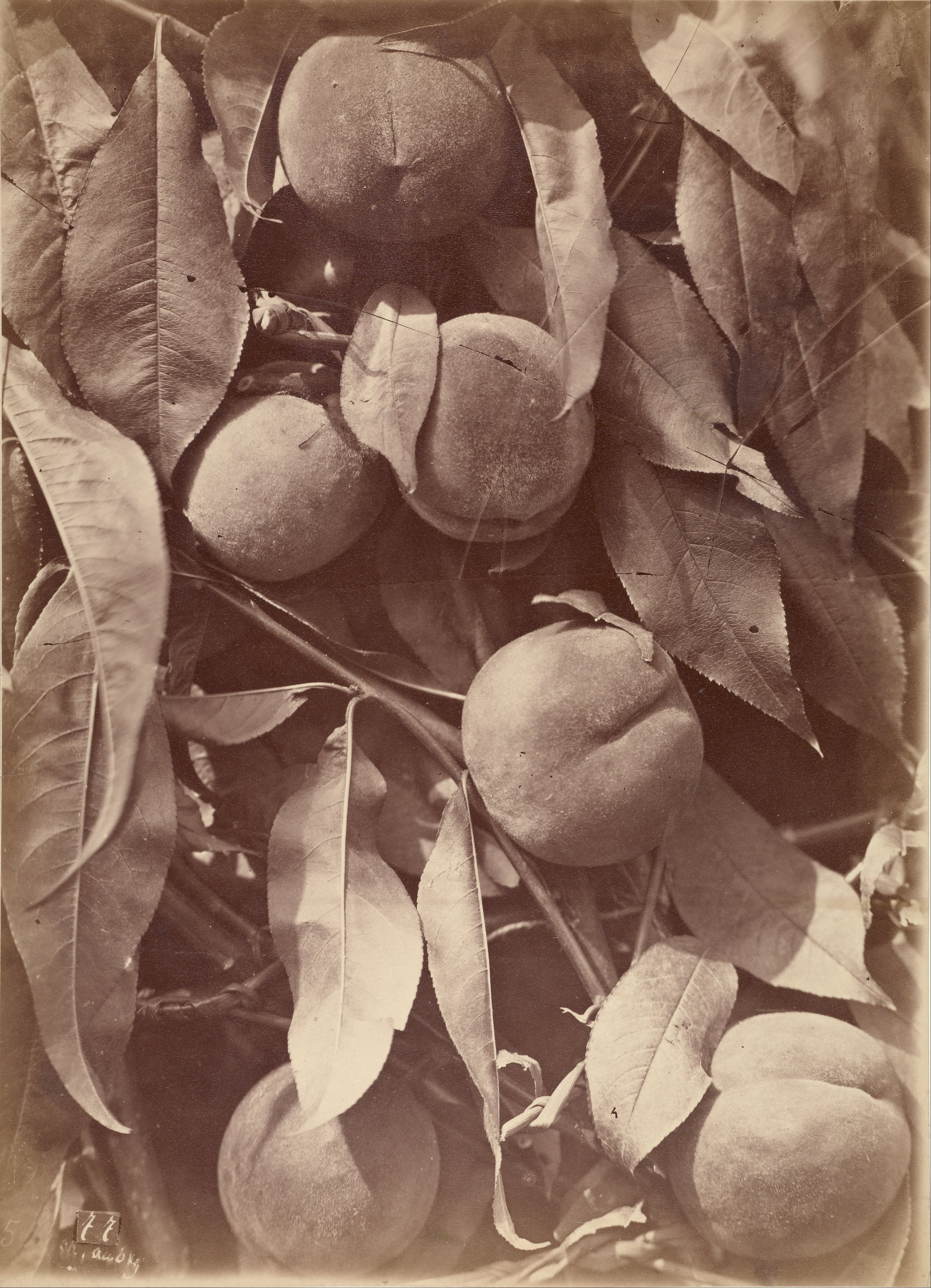
Branche de pécher
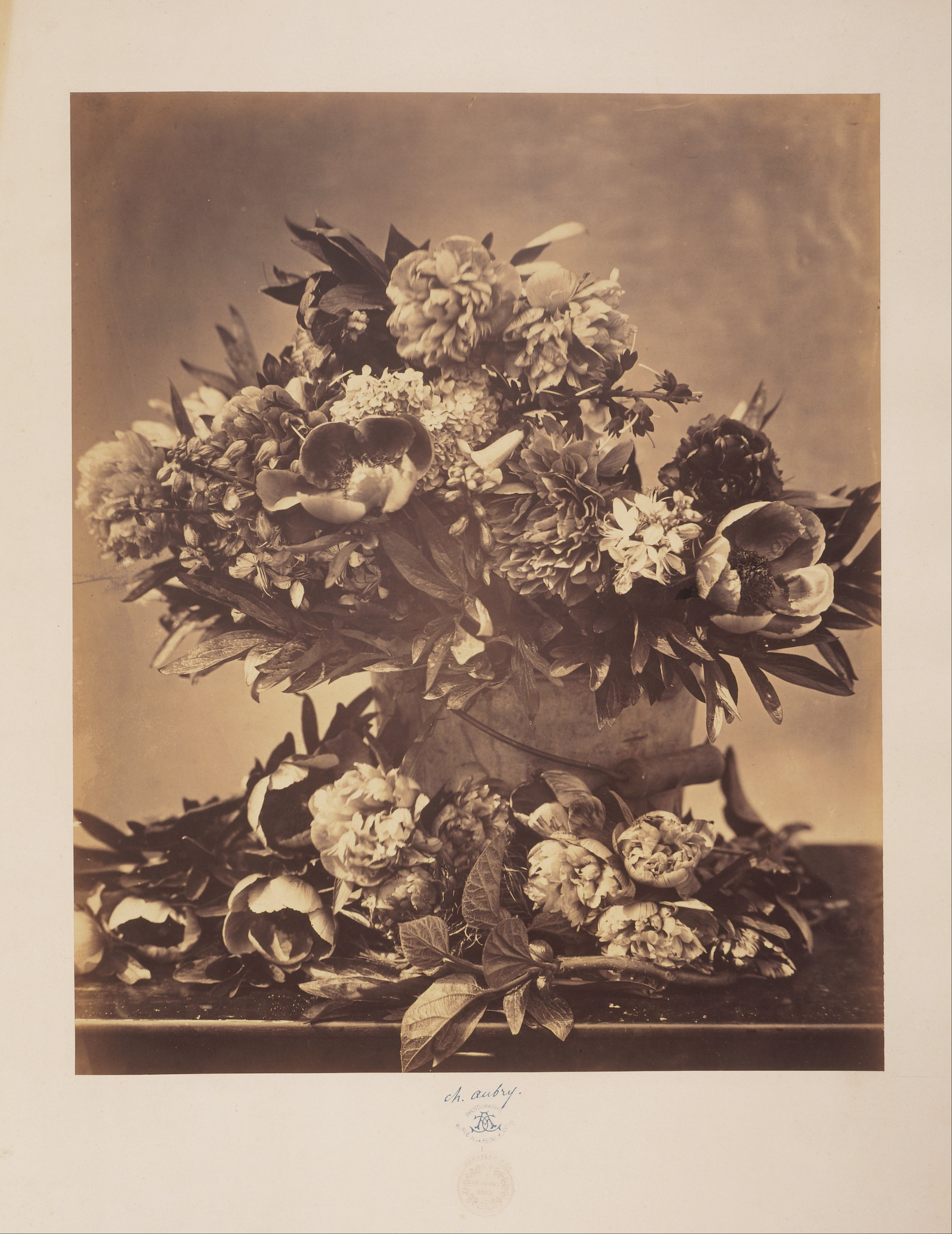
Pivoines et anémones dans un seau de table
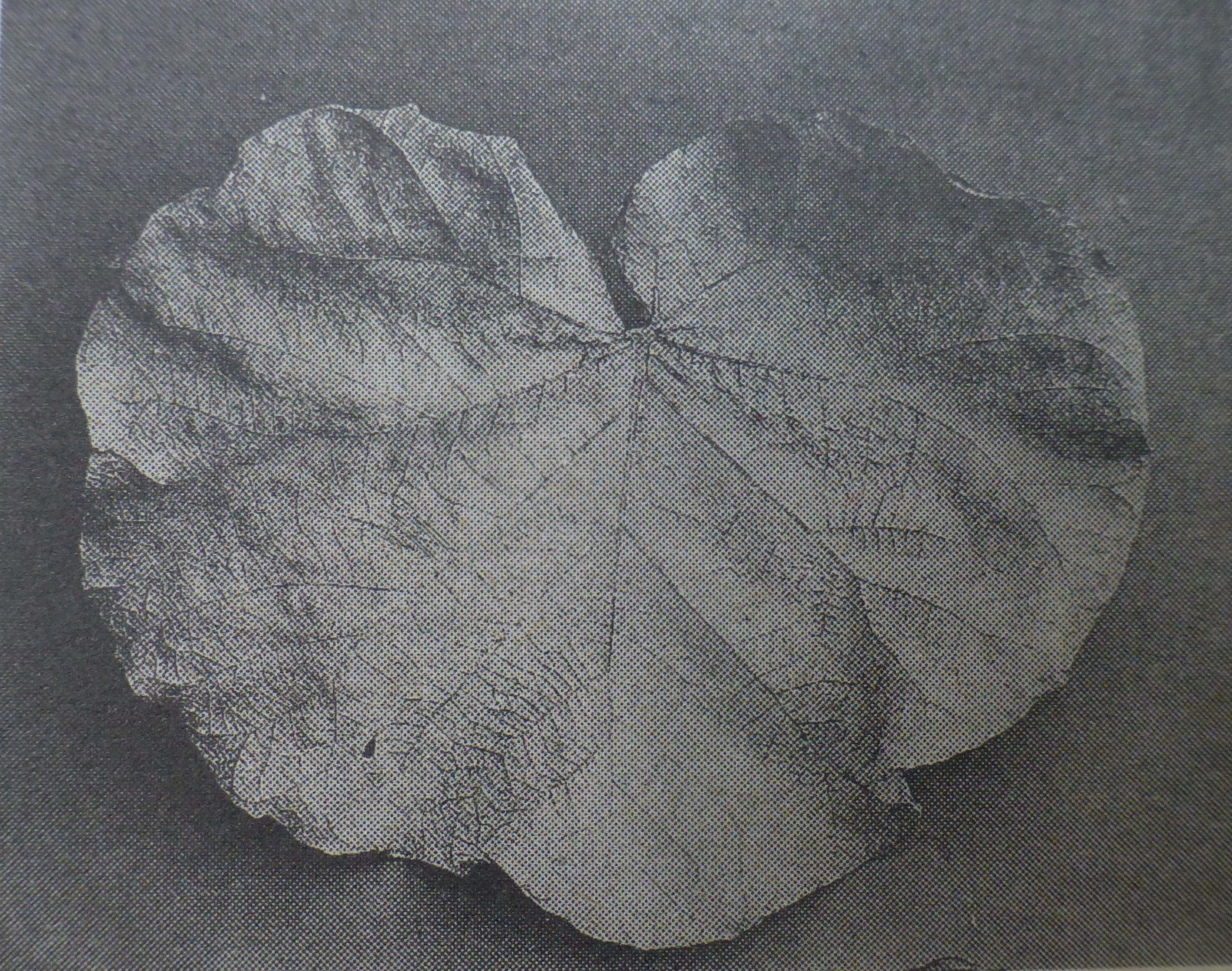
Coccolobe à feuilles poilues
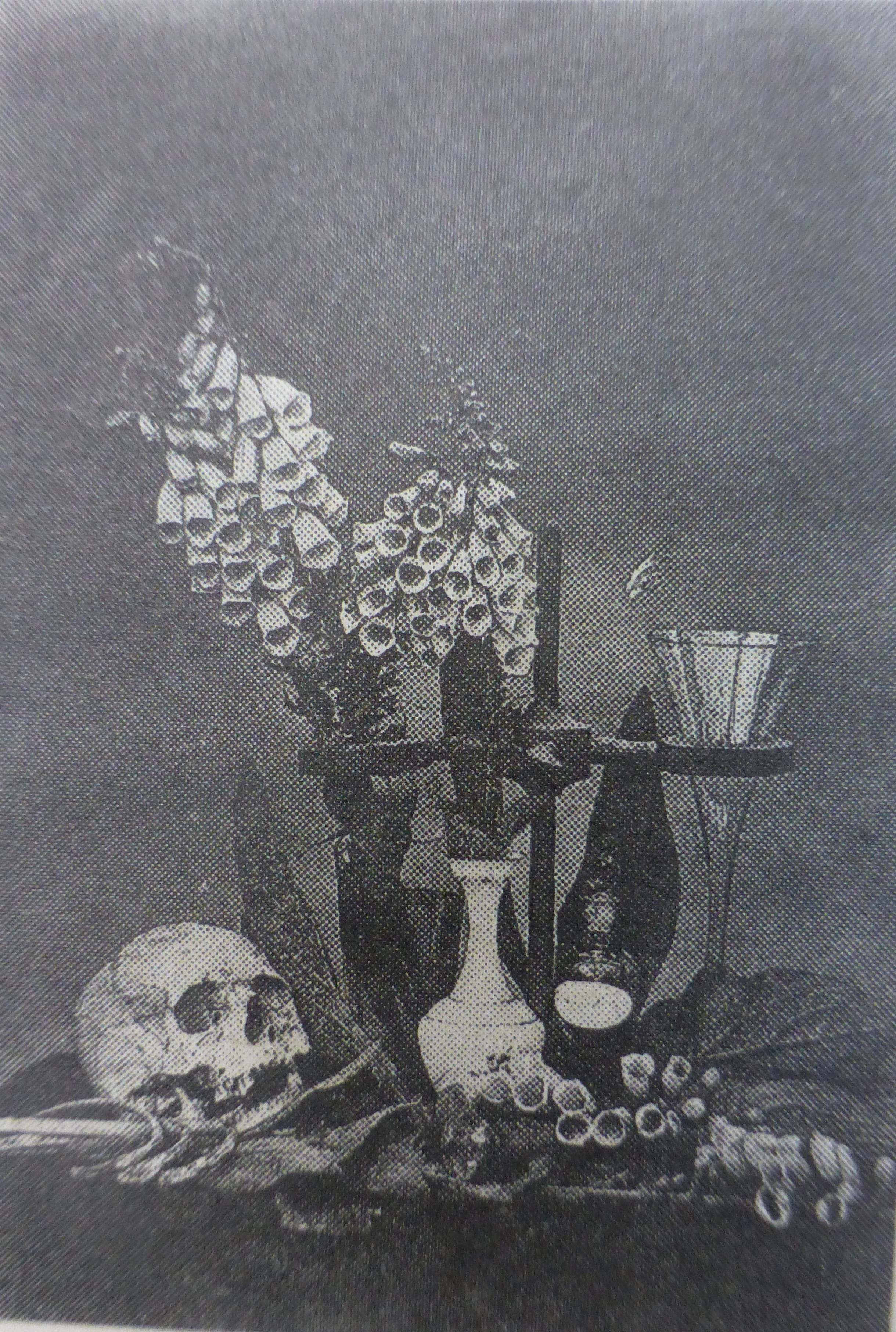
Allégorie de la digitaline
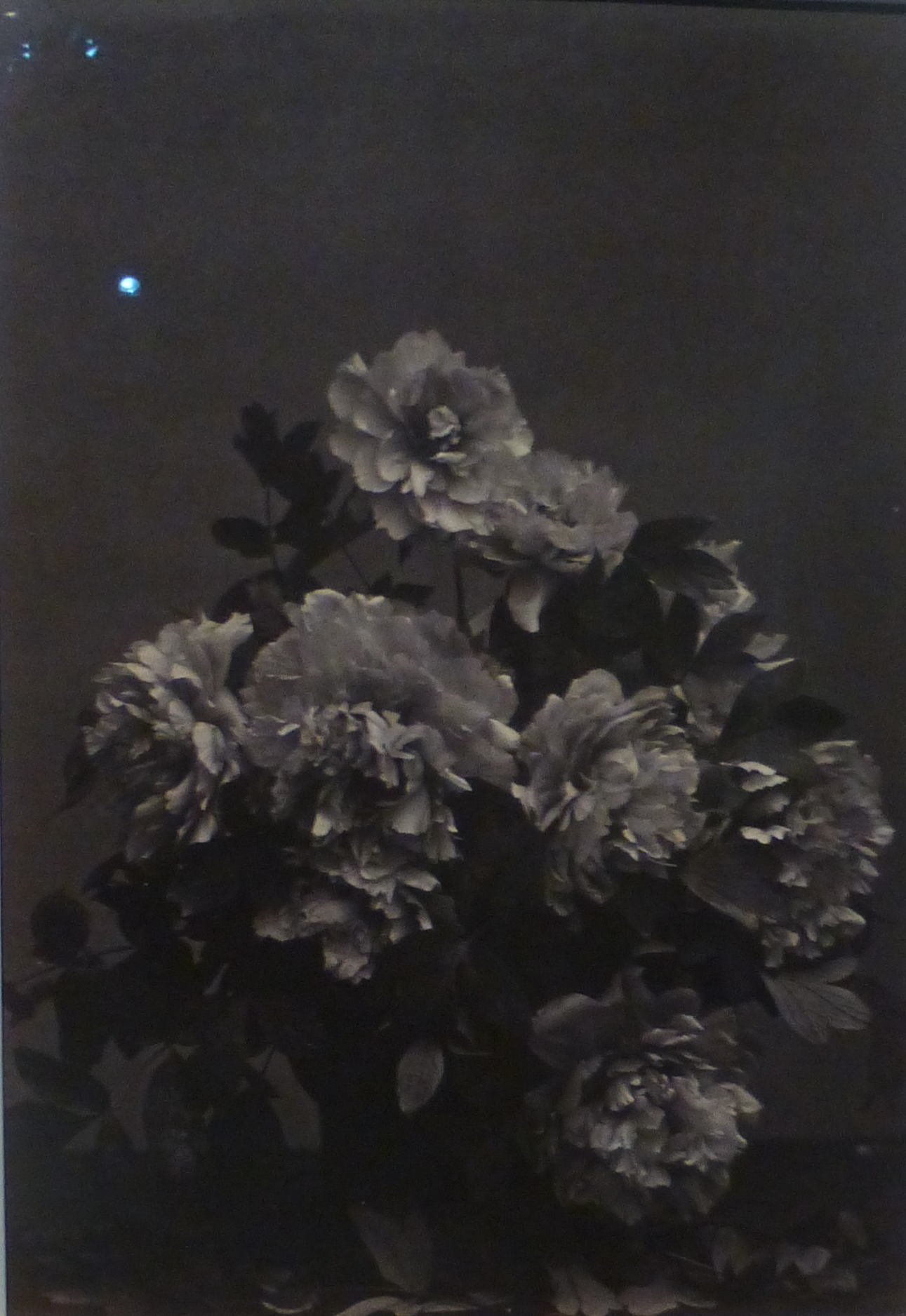
Bouquet de pivoines
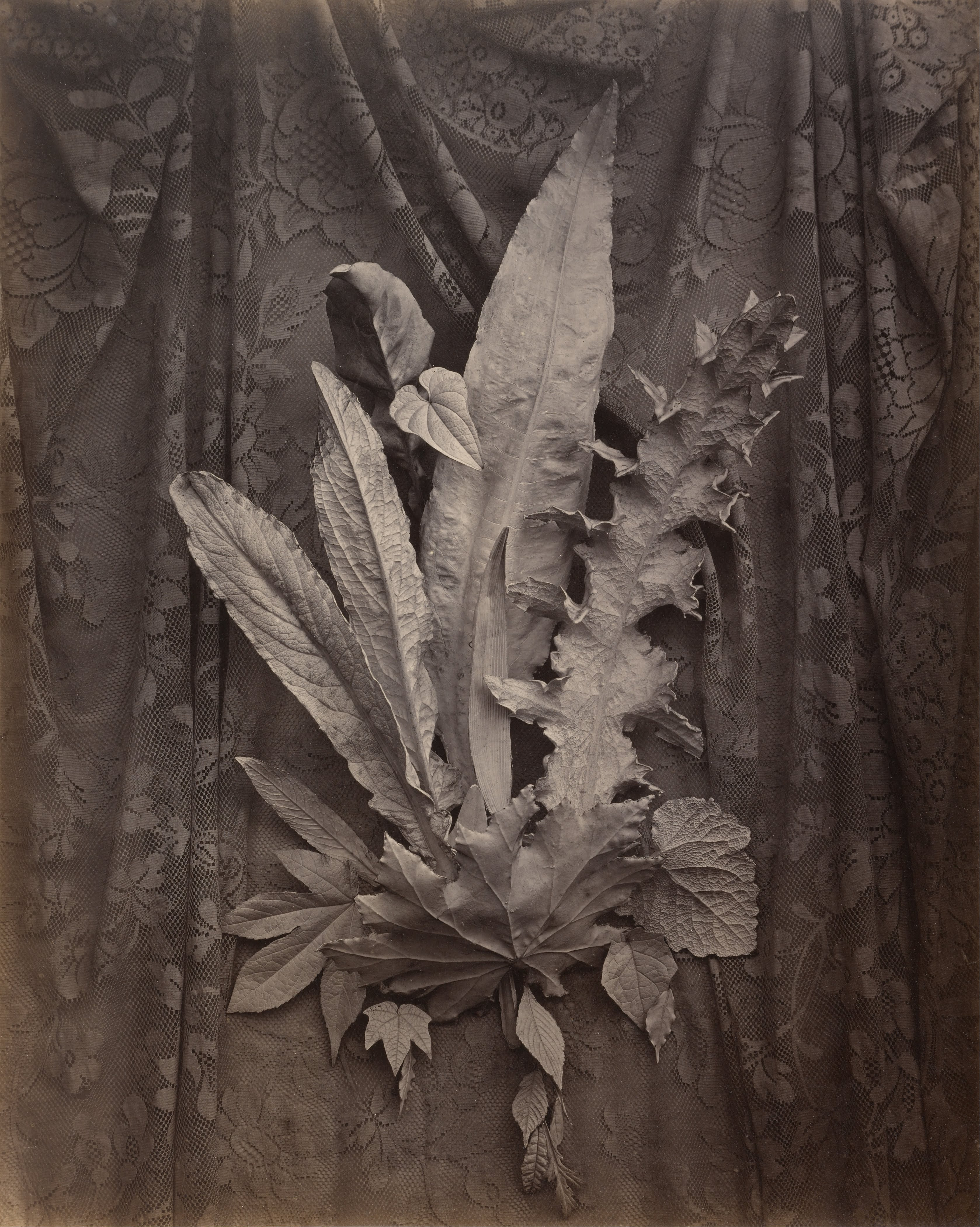
Groupe de feuille sur fond  tulle